# موزه طراحی، هلسینکی

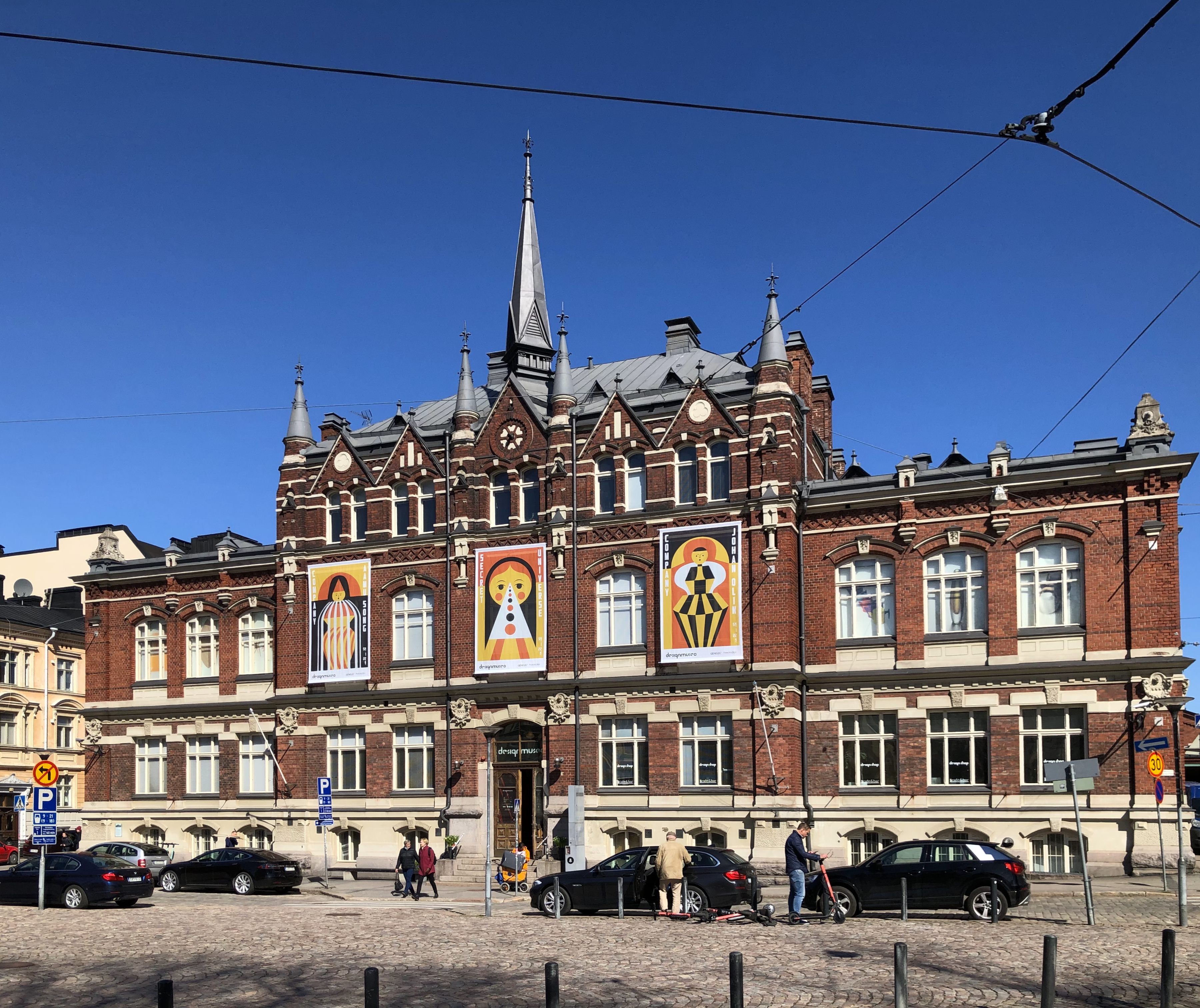
موزه طراحی، هلسینکی

موزه طراحی (فنلاندی: Designmuseo , سوئدی: Designmuseet) موزه ای در هلسینکی است که به آثار هنرمندان فنلاندی و سایر هنرمندان خارجی از جمله طراحی صنعتی، مد و طراحی گرافیک اختصاص دارد. این ساختمان در ناحیه کارتینکااوپونکی، در خیابان کورْکیاوورِنکاتو واقع شده‌است و متعلق به سنای جمهوری فنلاند است.
این موزه ۱۴۰ سال قدمت دارد و یکی از قدیمی‌ترین موزه‌های جهان است - برای اولین بار در سال ۱۸۷۳ تأسیس شد، این موزه یک کافه و فروشگاه نیز دارد. موزه معماری فنلاند نیز در همان ناحیه کارتینکااوپونکی واقع شده‌است.

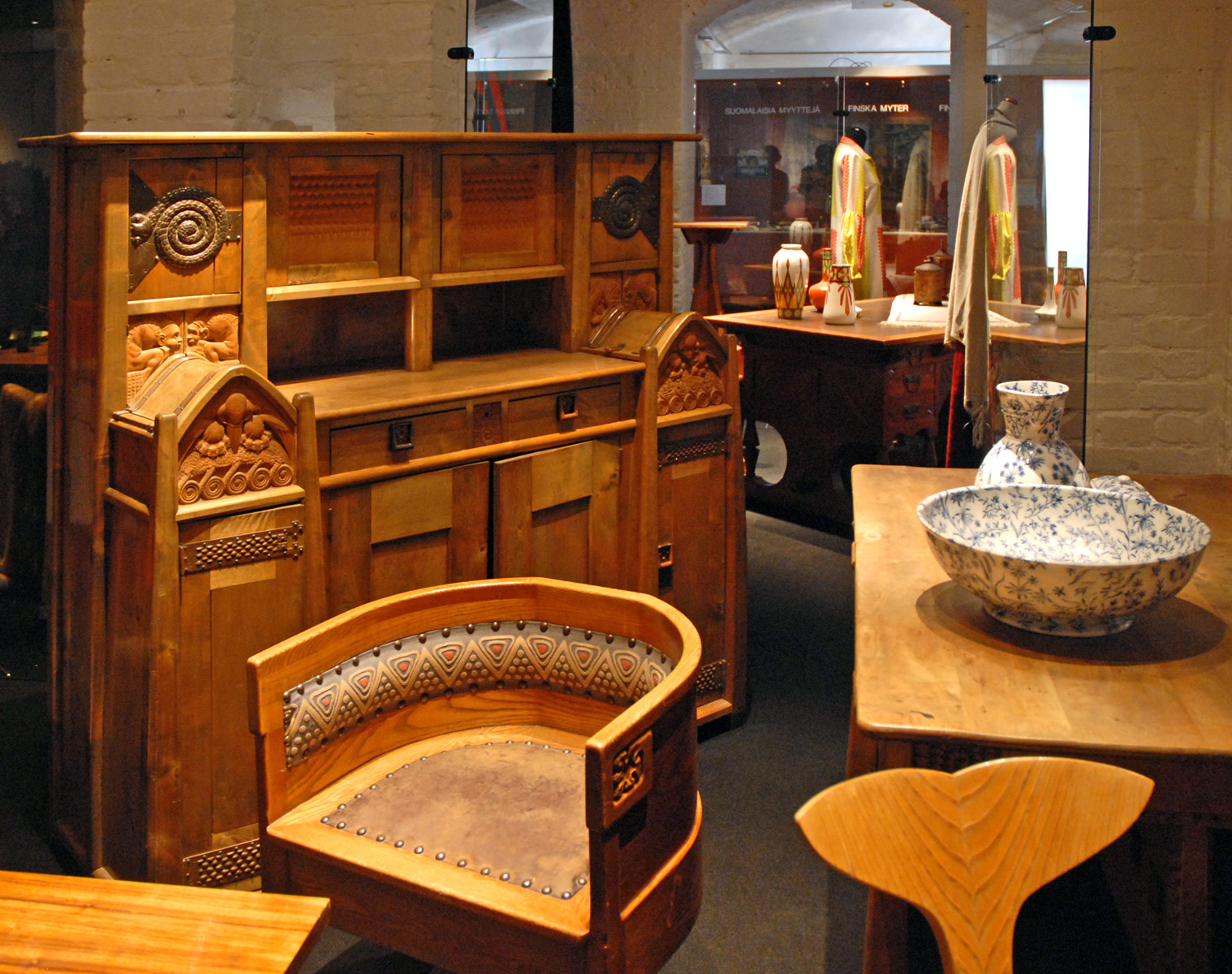
مبلمان به سبک هنر نو فنلاند (۱۹۰۳)

این موزه شامل یک نمایشگاه دائمی است که به تاریخ طراحی فنلاند از سال ۱۸۷۰ تا امروز اختصاص داده شده‌است و همچنین فضایی برای نمایشگاه‌های جدید است. مجموعه دائمی موزه شامل بیش از ۷۵۰۰۰ شی و ۱۰۰۰۰۰ طراحی است. موزطراحی هلسینکی همچنین نمایشگاه‌های بین‌المللی را ترتیب می‌دهد و کتاب‌ها و کاتالوگ‌های نمایشگاهی را منتشر می‌کند.